# Hüttenstraße (Bergisch Gladbach)
Hüttenstraße ist ein Ortsteil im Stadtteil Heidkamp von Bergisch Gladbach.

## Geschichte
Die Straße wurde 1893 nach ihrem Zielort, der ehemaligen Zinkhütte der Grube Berzelius benannt. Hier entstand eine Arbeiter-Siedlung für Arbeiter der Zinkhütte. Heute ist es eine Verbindungsstraße zwischen der Senefelder und der Bensberger Straße.
Bei der kommunalen Neugliederung 1974 durch das Köln-Gesetz stellte man fest, dass es im Stadtteil Refrath ebenfalls eine Hüttenstraße gab. Weil die Heidkamper Hüttenstraße unmittelbar an die alte Zinkhütte angrenzte, behielt sie ihren Namen. Die Refrather Hüttenstraße wurde umbenannt in Hüttenfeld.